# قریه با محمد
قریه با محمد (به فرانسوی: Karia Ba Mohamed) یک منطقهٔ مسکونی در مراکش است که در Taounate Province واقع شده‌است.
 قریه با محمد  ۱۸٬۰۰۰ نفر جمعیت دارد.